# Montenegrinischer Fußballpokal 2008/09
Der Montenegrinischer Fußballpokal 2008/09 (Kup Crne Gore) war die dritte Austragung des Pokalwettbewerbs im Fußball in Montenegro seit der Unabhängigkeit im Juni 2006. Pokalsieger wurde der OFK Petrovac, der sich im Finale gegen den FK Lovćen Cetinje nach Verlängerung durchsetzte. Titelverteidiger FK Mogren Budva war im Viertelfinale gegen den späteren Sieger ausgeschieden.
Durch den Sieg im Finale qualifizierte sich Petrovac für die 2. Qualifikationsrunde der UEFA Europa League 2009/10.

## Modus
In der 1. Runde wurde der Sieger in einem Spiel ermittelt. Stand es nach der regulären Spielzeit von 90 Minuten unentschieden, kam es ohne Verlängerung direkt zum Elfmeterschießen.
Im Achtel-, Viertel- und Halbfinale wurden die Sieger in Hin- und Rückspiel ermittelt. Bei Torgleichheit entschied zunächst die Anzahl der auswärts erzielten Tore, danach ohne Verlängerung ein Elfmeterschießen.
Das Finale wurde dagegen im Falle eines Remis zunächst verlängert und gegebenenfalls durch Elfmeterschießen entschieden.

## Teilnehmende Teams
| Prva Liga (12) | Druga Liga (12) | Treća Liga (6) |
| --- | --- | --- |
| - FK Budućnost Podgorica - FK Dečić Tuzi - FK Grbalj Radanovići - FK Jedinstvo Bijelo Polje - FK Jezero Plav - FK KOM Podgorica - FK Lovćen Cetinje - FK Mogren Budva - OFK Petrovac - FK Rudar Pljevlja - FK Sutjeska Nikšić - FK Zeta Golubovci | - FK Arsenal Tivat - FK Berane - FK Bokelj Kotor - FK Bratsvo Cijevna - Crvena Stijena Podgorica - FK Čelik Nikšić - FK Ibar Rožaje - FK Mladost Podgorica - FK Mornar Bar - FK Otrant Ulcinj - FK Ribnica - FK Zabjelo | - FK Pljevlja 1997 (Sieger Nord) - FK Napredak Berane (Finalist Nord) - FK Zora Spuž (Sieger Zentrum) - FK Blue Star Podgorica (Finalist Zentrum) - FK Cetinje (Sieger Süd) - FK Sloga Bar (Finalist Süd) |

## 1. Runde
Die letztjährigen Finalisten FK Mogren Budva und FK Budućnost Podgorica erhielten ein Freilos.
| Datum      |                           | Ergebnis        |                          |
| ---------- | ------------------------- | --------------- | ------------------------ |
| 17.09.2008 | FK Bokelj Kotor           | 0:1             | FK Rudar Pljevlja        |
| 17.09.2008 | FK Jezero Plav            | 2:0             | FK Bratsvo Cijevna       |
| 17.09.2008 | FK Zabjelo                | 0:4             | FK Zeta Golubovci        |
| 17.09.2008 | FK Zora Spuž              | 0:1             | FK Dečić Tuzi            |
| 17.09.2008 | FK Blue Star Podgorica    | 0:0 (2:4 i. E.) | FK Sutjeska Nikšić       |
| 17.09.2008 | FK KOM Podgorica          | 3:1             | FK Arsenal Tivat         |
| 17.09.2008 | FK Berane                 | 1:1 (5:6 i. E.) | FK Lovćen Cetinje        |
| 17.09.2008 | FK Pljevlja 1997          | 0:1             | OFK Petrovac             |
| 17.09.2008 | FK Jedinstvo Bijelo Polje | 3:0             | FK Čelik Nikšić          |
| 17.09.2008 | FK Sloga Bar              | 0:2             | FK Otrant Ulcinj         |
| 17.09.2008 | FK Cetinje                | 1:0             | FK Ibar Rožaje           |
| 17.09.2008 | FK Ribnica                | 0:2             | FK Mornar Bar            |
| 18.09.2008 | FK Mladost Podgorica      | 1:0             | FK Grbalj Radanovići     |
| 18.09.2008 | FK Napredak Berane        | 0:3             | Crvena Stijena Podgorica |

## Achtelfinale
| Datum             |                          | Gesamt |                           | Hinspiel | Rückspiel |
| ----------------- | ------------------------ | ------ | ------------------------- | -------- | --------- |
| 22.10./05.11.2008 | FK Lovćen Cetinje        | 3:1    | FK Jezero Plav            | 2:0      | 1:1       |
| 22.10./05.11.2008 | FK Rudar Pljevlja        | 3:2    | FK Mladost Podgorica      | 2:1      | 1:1       |
| 22.10./05.11.2008 | FK Zeta Golubovci        | 2:5    | FK Jedinstvo Bijelo Polje | 2:2      | 0:2       |
| 22.10./05.11.2008 | Crvena Stijena Podgorica | 0:5    | FK Mogren Budva           | 0:2      | 0:3       |
| 22.10./05.11.2008 | OFK Petrovac             | 5:0    | FK Otrant Ulcinj          | 2:0      | 3:0       |
| 22.10./05.11.2008 | FK Mornar Bar            | 2:1    | FK KOM Podgorica          | 2:0      | 0:1       |
| 22.10./05.11.2008 | FK Cetinje               | 0:2    | FK Sutjeska Nikšić        | 0:0      | 0:2       |
| 22.10./05.11.2008 | FK Budućnost Podgorica   | 6:0    | FK Dečić Tuzi             | 4:0      | 2:0       |

## Viertelfinale
| Datum             |                           | Gesamt          |                   | Hinspiel | Rückspiel |
| ----------------- | ------------------------- | --------------- | ----------------- | -------- | --------- |
| 26.11./10.12.2008 | FK Sutjeska Nikšić        | 1:1 (3:4 i. E.) | FK Lovćen Cetinje | 1:0      | 0:1       |
| 26.11./10.12.2008 | FK Mogren Budva           | 1:3             | OFK Petrovac      | 1:2      | 0:1       |
| 26.11./10.12.2008 | FK Jedinstvo Bijelo Polje | 0:6             | FK Rudar Pljevlja | 0:1      | 0:5       |
| 26.11./12.12.2008 | FK Budućnost Podgorica    | 3:1             | FK Mornar Bar     | 3:1      | 0:0       |

## Halbfinale
| Datum             |                        | Gesamt          |                   | Hinspiel | Rückspiel |
| ----------------- | ---------------------- | --------------- | ----------------- | -------- | --------- |
| 15.04./29.04.2009 | FK Budućnost Podgorica | (a)2:2(a)       | FK Lovćen Cetinje | 1:2      | 1:0       |
| 15.04./29.04.2009 | FK Rudar Pljevlja      | 0:0 (3:5 i. E.) | OFK Petrovac      | 0:0      | 0:0       |

## Finale
| Paarung           | FK Lovćen Cetinje – OFK Petrovac |
| Ergebnis          | 0:1 n. V. |
| Datum             | 13. Mai 2009 um 20:15 Uhr MESZ |
| Stadion           | Gradski Stadion pod Goricom, Podgorica |
| Zuschauer         | 4.000 |
| Schiedsrichter    | Pavle Radovanović |
| Tore              | 0:1 Rotković (118.) |
| FK Lovćen Cetinje | Dragan Drašković – Saša Ćetković, Bracan Popović, Vladan Tatar, Baćo Nikolić (Marko Đurović) – Zijad Adrović, Aleksandar Nedović (Miodrag Stanojević), Miladin Radović, Miljan Radović – Milan Mešter, Ivan Jablan                                    |
| OFK Petrovac      | Aleksandar Braić – Saša Popović, Željko Mrvaljević, Aleksandar Mikijelj (Darko Bojović), Miloš Lakić – Boban Obradović, Srđan Lopičić, Siniša Graovac, Zdravko Dragićević (Slaven Kovačević) – Mehmed Divanović, Aleksandar Kopunović (Luka Rotković) |
| Gelbe Karten      | Miladin Radović, Đurović, Tatar, Adrović, Stevović – Popović, Bojović, Rotković, Stevović, Mikijelj |